# Аманітеха
Аманітеха (сер. III ст. до н. е.) — цар Куша з 250 року до н. е.

## Життєпис
Син або небіж царя Аманісло. Посів трон близько 250 року до н. е. Про його панування обмаль відомостей. відомий насамперед поховальною пірамідою в Мерое. Ця піраміда є найстарішою на «північному цвинтарі Мерое». Це досить невелика споруда з 2 підземними камерами, що незвично, оскільки зазвичай камер було 3. Написання імен царя Куша в піраміді погано збереглося, тому вони не можуть бути прочитані з абсолютною впевненістю.
Помер десь наприкінці 240 або напочатку 230-х років до н. е. Поховано в піраміді № 4. Йому спадкував Шесепанхенамон Сетепенра.